# Vandasläktet
För andra betydelser, se Vanda (olika betydelser).
Vandasläktet (Vanda) är ett släkte i familjen orkidéer, som innehåller cirka 40 epifytiska arter. De förekommer naturligt från Himalaya till Sri Lanka, södra Kina, Filippinerna, Indonesien, Nya Guinea och Australien. I Sverige odlas de som krukväxter och hybrider är vanligast i handeln.

## Bildgalleri

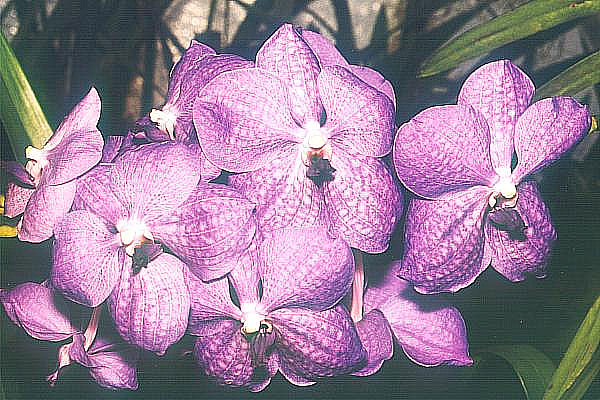
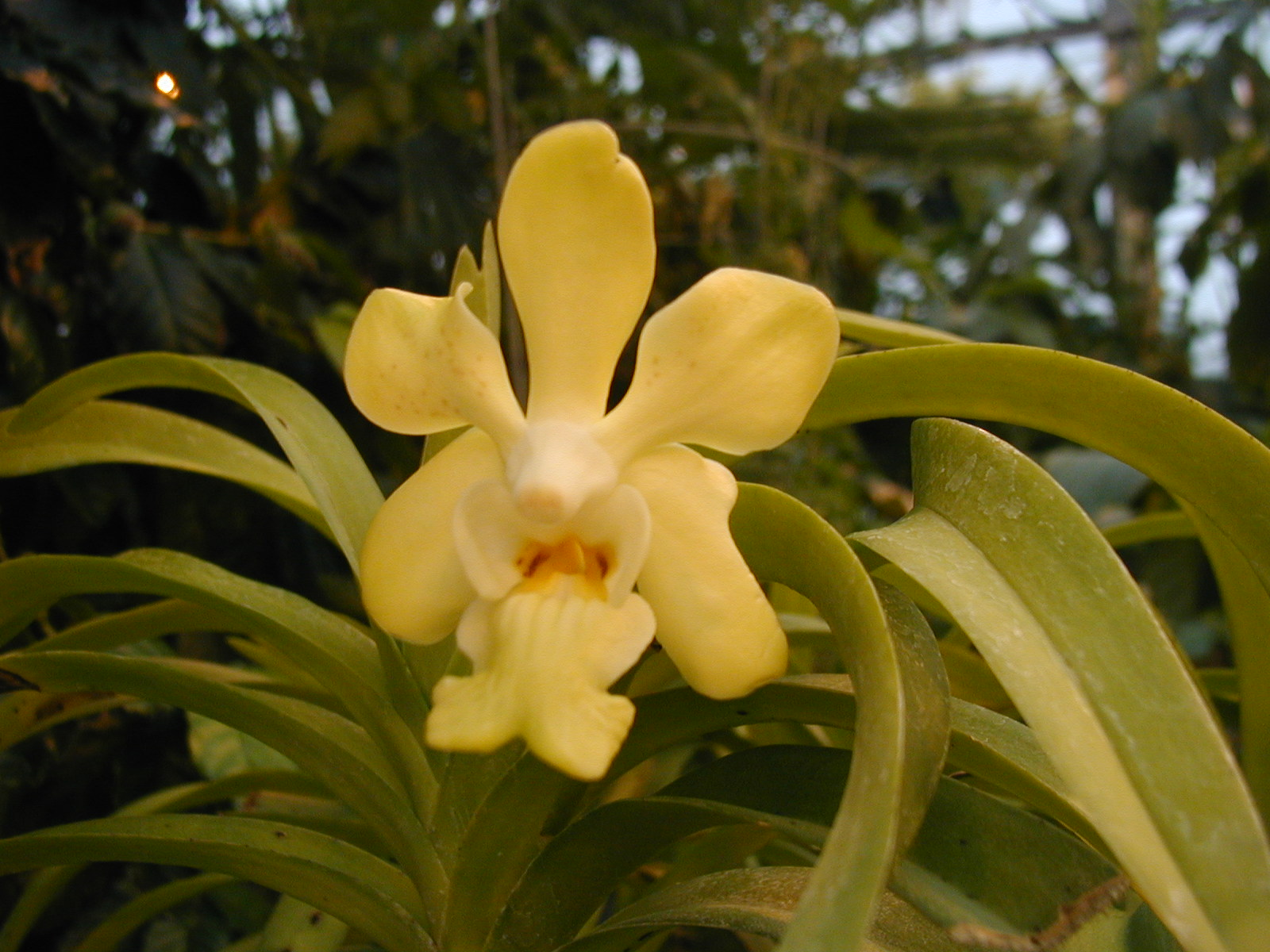
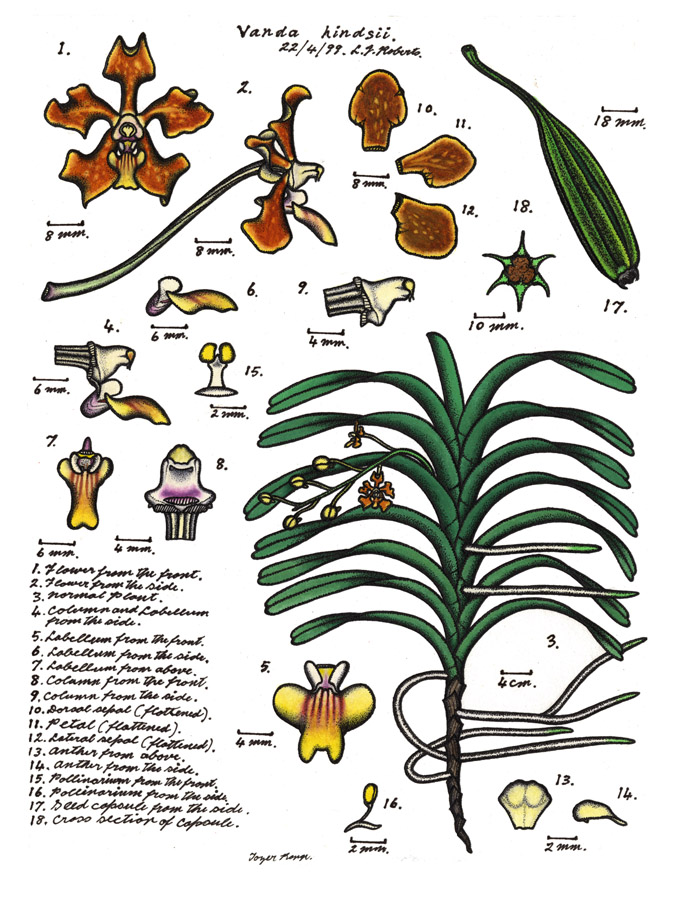
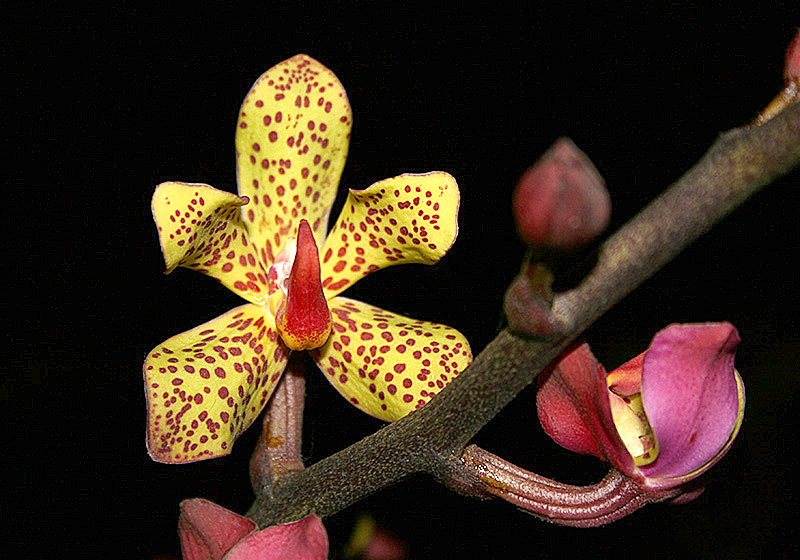
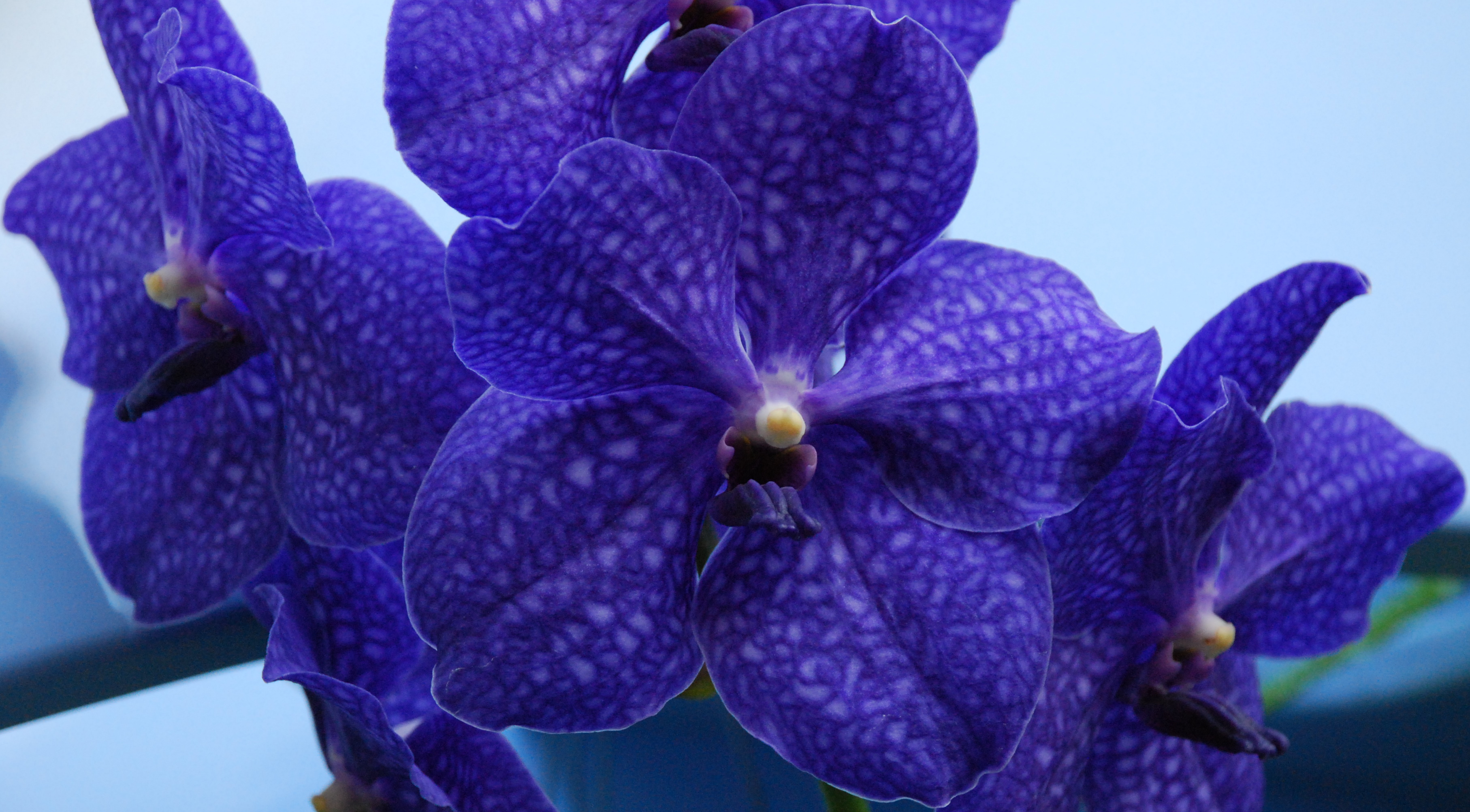
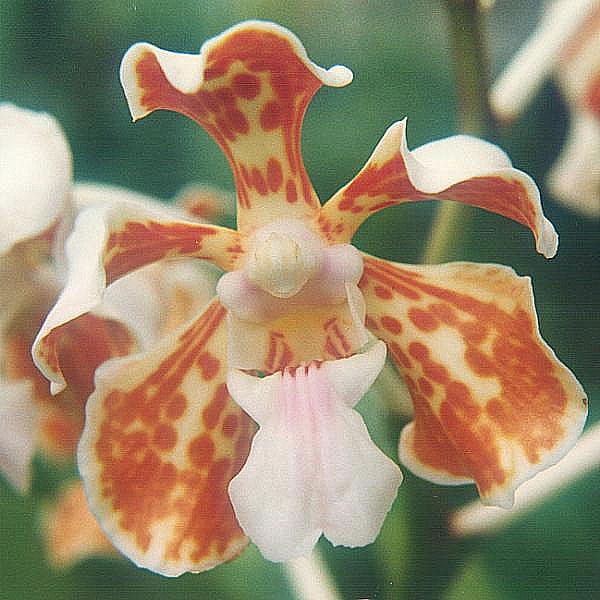

## Dottertaxa tillVandasläktet, i alfabetisk ordning[1]
- Vanda alpina
- Vanda amoena
- Vanda arbuthnotiana
- Vanda arcuata
- Vanda bensonii
- Vanda bicolor
- Vanda bidupensis
- Vanda boumaniae
- Vanda brunnea
- Vanda celebica
- Vanda charlesworthii
- Vanda chlorosantha
- Vanda coerulea
- Vanda coerulescens
- Vanda concolor
- Vanda confusa
- Vanda cristata
- Vanda dearei
- Vanda denisoniana
- Vanda devoogtii
- Vanda flabellata
- Vanda foetida
- Vanda furva
- Vanda fuscoviridis
- Vanda griffithii
- Vanda hastifera
- Vanda helvola
- Vanda hindsii
- Vanda insignis
- Vanda jainii
- Vanda javierae
- Vanda jennae
- Vanda lamellata
- Vanda leucostele
- Vanda lilacina
- Vanda limbata
- Vanda liouvillei
- Vanda lombokensis
- Vanda longitepala
- Vanda luzonica
- Vanda merrillii
- Vanda metusalae
- Vanda motesiana
- Vanda petersiana
- Vanda pumila
- Vanda punctata
- Vanda roeblingiana
- Vanda scandens
- Vanda spathulata
- Vanda stangeana
- Vanda subconcolor
- Vanda sumatrana
- Vanda tessellata
- Vanda testacea
- Vanda thwaitesii
- Vanda tricolor
- Vanda ustii
- Vanda wightii
- Vanda vipanii